# Santa Sofia, Emilia-Romagna
Santa Sofia är en ort och kommun i provinsen Forlì-Cesena i regionen Emilia-Romagna i Italien. Kommunen hade 4 114 invånare (2018).